# 空間磁力メッキ
空間磁力メッキ（くうかんじりょくメッキ）は、アニメ『宇宙戦艦ヤマト』『宇宙戦艦ヤマトIII』に登場する波動砲に対する防御兵器。

## 解説
ヤマトの工作班長である真田志郎が、冥王星での戦闘でガミラス帝国が使用していた反射衛星砲に着想を得て、ひそかに開発した。艦体表面を特殊なメッキコーティングで覆い、敵から撃たれたビーム兵器を弾き返す防御兵器である。コーティングさえ完了すれば、決戦兵器である波動砲やそれと同等の破壊力を持つデスラー砲さえも無効化できる。
劇中では、『宇宙戦艦ヤマト』第26話におけるイスカンダルからの帰路、ヤマトが地球目前で追撃してきたデスラー艦からデスラー砲を撃たれた際、直撃寸前に本兵器を起動させ、反射したエネルギー弾でデスラー艦を撃破する。『宇宙戦艦ヤマトIII』第15話でガルマン・ガミラス帝国東部方面総司令ガイデルの移動要塞がヤマトを捕獲した際には、要塞の内部に本兵器と同一原理だと真田が推測する反射板が仕込まれていた。
原理上では作中に登場するビーム兵器のほとんどを無効化できるという強力無比さだが、オリジナルのアニメシリーズでは上記2シーン以外に登場せず、使用シーンに至っては1回のみとなっている。また、『宇宙戦艦ヤマト』のリメイク作品である『宇宙戦艦ヤマト2199』でも当該部分はオリジナルと異なる展開にされ、登場しなくなっている。
PSゲーム版では原典以上に貴重な装備と設定され、『宇宙戦艦ヤマト 遥かなる星イスカンダル』シナリオ9「マゼラン宙域」での劇中ムービー中で「一度しか使えない」と真田が語っている。『さらば宇宙戦艦ヤマト 愛の戦士たち』ストーリー19「木星圏・ガニメデ近海」および『宇宙戦艦ヤマト 暗黒星団帝国の逆襲』における当該ストーリーの回想ステージでは、デスラー艦が本兵器を搭載・使用している。
ほぼ単発の登場で終わった本兵器であるが、起動時にヤマト全体が銀色と化す姿は珍しがられており、再現したプラモデルもバンダイから発売されている。